# Андерсон, Лерой
Лерой Андерсон (англ. Leroy Anderson; 29 июня 1908 года, Кембридж, Массачусетс — 18 мая 1975 года, Вудбери, Коннектикут) — американский композитор и дирижёр, аранжировщик.
Первые уроки игры на фортепиано получил от матери, которая была церковной органисткой. С 1919 года учился в Консерватории Новой Англии на отделении фортепиано, которую окончил на «отлично» и получил звание бакалавра музыки, а затем с 1925 по 1930 год в Гарвардском университете, где среди его наставников были Джордже Энеску и Уолтер Пистон по классу композиции.
В 1925 году стал дирижёром оркестра Кембриджской высшей школы музыки.
По завершении музыкального образования изучал скандинавские (датский, норвежский, исландский, шведский) и другие (немецкий, французский, итальянский, португальский) языки, с 1929 года руководил духовым оркестром Гарвардского колледжа, работал органистом. В середине 1930-х годов начал заниматься музыкальными аранжировками, которые привлекли внимание дирижёра Артура Фидлера, благословившего Андерсона на создание оригинальных композиций, первая из которых (Jazz Pizzicato) написана в 1938 году. Именно Фидлер и оркестр «Boston Pops» стали первыми исполнителями произведений Андерсона.
Автор многочисленных популярных произведений с элементами музыкального юмора, одно из самых знаменитых — «Пьеса для пишущей машинки с оркестром» (англ. The Typewriter, 1950), среди других известных пьес — «Синкопированные часы», «Балет для наждачной бумаги», «Катание на санях», «Пустячок» (Fiddle-Faddle). Среди более академичных произведений — фортепианный концерт (до мажор) в стиле Рахманинова.
За вклад в музыкальную индустрию был удостоен звезды на голливудской «Аллее славы». Дом Андерсона в Вудбери (Коннектикут) был включён в Национальный реестр исторических мест США.